# Voulaines-les-Templiers
Voulaines-les-Templiers ist eine französische Gemeinde mit 270 Einwohnern (Stand: 1. Januar 2022) im Département Côte-d’Or in der Region Bourgogne-Franche-Comté. Sie gehört zum Kanton Châtillon-sur-Seine und zum Arrondissement Montbard.
Nachbargemeinden sind Louesme im Nordwesten, La Chaume im Norden, Lucey im Nordosten, Leuglay im Osten, Essarois im Süden, Villiers-le-Duc im Südwesten und Vanvey im Westen.

## Bevölkerungsentwicklung
| Jahr                       | 1962 | 1968 | 1975 | 1982 | 1990 | 1999 | 2008 | 2015 |
| -------------------------- | ---- | ---- | ---- | ---- | ---- | ---- | ---- | ---- |
| Einwohner                  | 447  | 415  | 380  | 364  | 383  | 386  | 320  | 294  |
| Quellen: Cassini und INSEE |      |      |      |      |      |      |      |      |

## Sehenswürdigkeiten

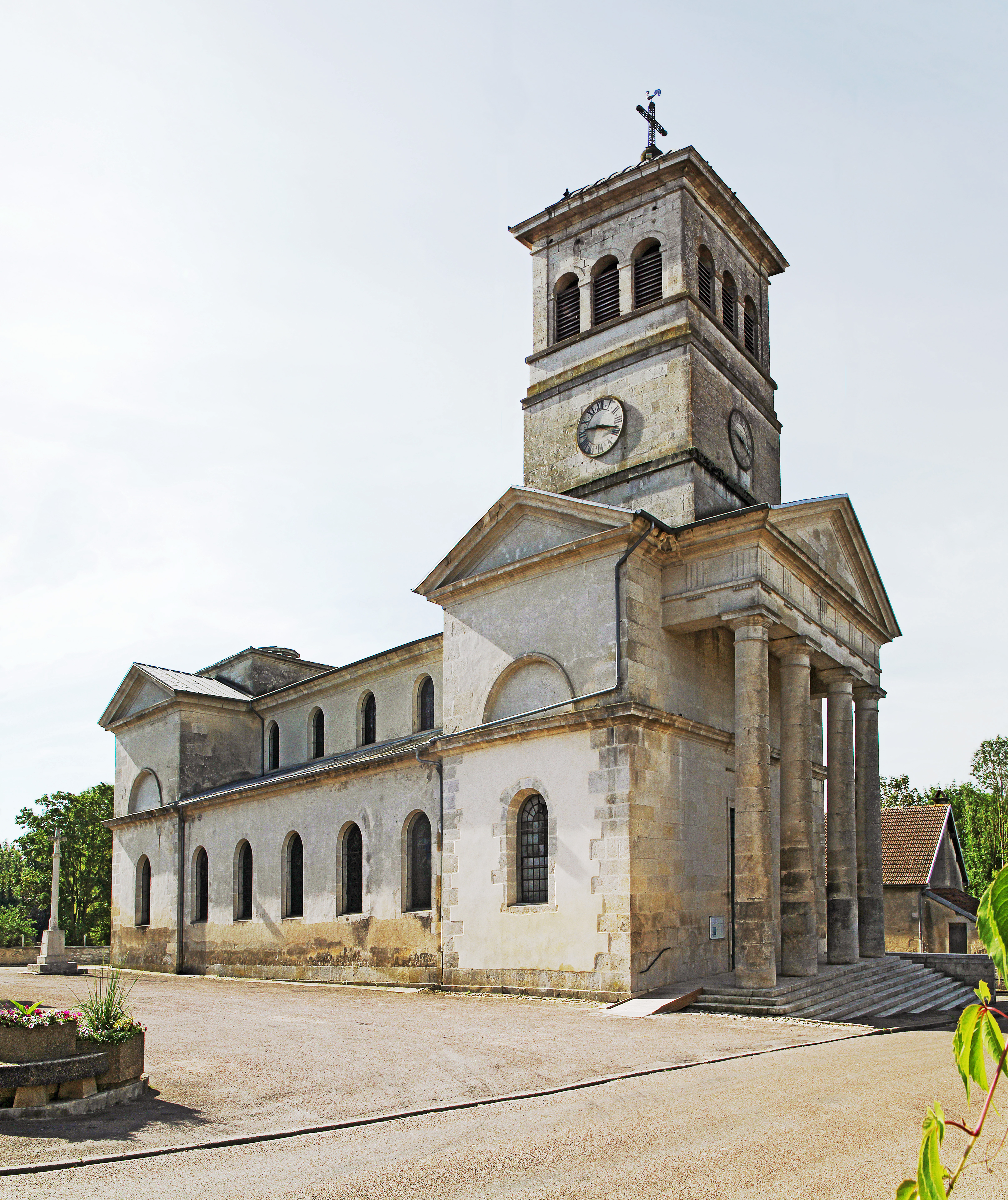
Geburts-Kirche

- Geburts-Kirche (Église de la Nativité), Monument historique seit 1991